# 声優劇会
声優劇会（せいゆうげきかい）とは韓国における声優・ナレーターの団体のこと。

## 概説
韓国放送公社（KBS）を始めとする韓国の放送局の下部組織として存在する。
待遇については、例えばKBS声優劇会の会員の場合、入社後3年間はKBS専属として活動しなければならず、その後はフリーランスとして活動することになっている。KBSの場合、専属期間中の出演はオーディオドラマのみであり、外国映画やアニメーションの吹き替えは専属期間を終えてからになる。
所属声優は、入社時期ごとに期別で呼ばれており、「KBS 1期」（最初に採用放送局、その後ろに期別）のように呼ばれている。
基本的に声優劇会所属声優の主な活動の場は、外国作品であり、同一役柄の声優の入れ替わりが激しいため、韓国の声優は、基本的には無名であるが、自国製作アニメに関しては、入れ替わりが殆ど無いため、その流れで有名になった声優も存在する。『ポンポン ポロロ』で主人公のポロロの声を担当したKBS所属声優（23期）のイ・ソン（李善、이선）がその代表例である。このため、イ・ソンはポロロ役のイメージが根強いため、彼女がバラエティ番組に顔出しで出演する場合は、「ポロロ声優」の肩書きを出す傾向にある。

## 主な声優劇会
- 韓国放送声優劇会（한국방송 성우극회） - KBS（韓国放送公社）、1948-
- 文化放送声優劇会（문화방송 성우극회） - MBC（文化放送 (韓国)）、1961- 、新規募集停止（それ自体は活動中）
- 教育放送声優劇会（교육방송 성우극회） - EBS（韓国教育放送公社）、1979-
- 大教放送声優劇会（대교방송 성우극회） - KIDS17（大教放送）、1994-
- トゥーニボイス声優劇会（투니보이스 성우극회） - トゥーニバース（CJ ENM）、1995-
- 大元放送声優劇会（대원방송 성우극회） - アニワン（大元放送）、2008-

### 活動していない声優劇会
- 東洋放送声優劇会（동양방송 성우극회） - TBC（東洋放送）、1964-1980、KBSに統合
- 東亜放送声優劇会（동아방송 성우극회） - DBS（東亜放送）、1963-1980、KBSに統合
- 平和放送声優劇会（평화방송 성우극회） - PBC（平和放送）、1990-1991　現在活動停止
- 基督教放送声優劇会（기독교방송 성우극회） - CBS（基督教放送）、1955-1980（初代）・1981-1994（二代目）、初代はKBSに統合されるが、二代目は活動停止